# Churchill (Manitoba)
Churchill (en Inuit: Kuugjuaq) és una població del nord de Manitoba, Canadà a la riba occidental de la Badia de Hudson, a uns 110 km de la frontera Manitoba–Nunavut. És el lloc més famós per veure ossos polars a la tardor i per això porta el sobrenom de "Polar Bear Capital of the World" cosa que ha fet incrementar-ne el turisme.

## Geografia
Churchill es troba a la desembocadura del riu Churchill al 58 ºN força lluny de les ciutats canadenques més poblades. Winnipeg es troba a 1000 km al sud de Churchill.

## Clima
Churchill té una temperatura mitjana anual de -6'5 °C. La precipitació mitjana anual és de 276 litres.
| Paràmetres meteorològics per a Churchill | Paràmetres meteorològics per a Churchill | Paràmetres meteorològics per a Churchill | Paràmetres meteorològics per a Churchill | Paràmetres meteorològics per a Churchill | Paràmetres meteorològics per a Churchill | Paràmetres meteorològics per a Churchill | Paràmetres meteorològics per a Churchill | Paràmetres meteorològics per a Churchill | Paràmetres meteorològics per a Churchill | Paràmetres meteorològics per a Churchill | Paràmetres meteorològics per a Churchill | Paràmetres meteorològics per a Churchill | Paràmetres meteorològics per a Churchill |
| Mes                                      | Gen.                                     | Feb.                                     | Mar.                                     | Abr.                                     | Mai.                                     | Jun.                                     | Jul.                                     | Ago.                                     | Sep.                                     | Oct.                                     | Nov.                                     | Dec.                                     | Anual                                    |
| ---------------------------------------- | ---------------------------------------- | ---------------------------------------- | ---------------------------------------- | ---------------------------------------- | ---------------------------------------- | ---------------------------------------- | ---------------------------------------- | ---------------------------------------- | ---------------------------------------- | ---------------------------------------- | ---------------------------------------- | ---------------------------------------- | ---------------------------------------- |
| Temp. màx. mitja (°C)                    | -15                                      | -13                                      | -7                                       | 1                                        | 9                                        | 17                                       | 20                                       | 19                                       | 14                                       | 6                                        | -3                                       | -11                                      |                                          |
| Temp. mín. mitja (°C)                    | -24                                      | -23                                      | -17                                      | -9                                       | -1                                       | 6                                        | 10                                       | 10                                       | 6                                        | -1                                       | -11                                      | -19                                      |                                          |

## Transport
Churchill experimenta les marees més altes de la Badia de Hudson.
L'estuari de Churchill té una entrada estreta, i els vaixells que volen amarrar al port han d'executar un gir de 100 graus relativament just.